# 八潮路つとむ
八潮路 つとむ（やしおじ つとむ、1955年 3月23日 - ）は、日本の漫画家、漫画原作者。岡山県岡山市出身。

## 来歴
1979年、「ヤングジャンプ」の月例漫画賞に「キャンパス・クロッキー」が入選、同誌同年9号でデビューする。平凡な大学生の生活感をリアルに、笑いを交えて描き、1985年まで長期連載された。

## 単行本リスト
- キャンパス・クロッキー（集英社、ヤングジャンプコミックス、1980～85年、全27巻）※フジテレビ「月曜ドラマランド」でドラマ化された。1984年6月11日放送。
- BEAT　IT!（集英社、ヤングジャンプコミックス、1986年、全2巻）
- おはようバディ（集英社、ビジネスジャンプコミックス、1987年、全3巻）
- 2丁目のドンキホーテ（集英社、ヤングジャンプコミックス、1989～91年、全7巻）
- つかこうへい劇場（集英社、ヤングジャンプコミックス、1990年）
- さくらよろしく（集英社、ヤングジャンプコミックス、1992年、全3巻）
- おみやげはなあに（集英社、ヤングジャンプコミックス、1992年）
- 犯罪都市TOKYO　ホットライン25時（集英社、ヤングジャンプコミックス、1994年）
- 車を買おう！（集英社、ヤングジャンプコミックスDX、1994年）
- 二代目花山軍団（日本文芸社、ニチブンコミックス、1995～96年、全3巻）
- 画竜（日本文芸社、ニチブンコミックス、1996～97年、全5巻）
- 一騎の嵐（日本文芸社、ニチブンコミックス、1997年）
- よろしく独歩（ホーム社、ホームコミックス、2002年）
- 檄　大塩平八郎の道（脚本/構成・八潮路つとむ、作画・西崎泰正）（リイド社、SPコミックス、2005年、上下巻）
- カリスマ（原作・新堂冬樹、構成・八潮路つとむ、作画・西崎泰正）（双葉社、アクションコミックス、2005年、全4巻）